# Edward Maya
Edward Maya (* 29. Juni 1986 in Bukarest; eigentlich Eduard Marian Ilie) ist ein rumänischer Sänger, Komponist und DJ in den Bereichen Dance sowie House.

## Werdegang
Maya absolvierte die Musikhochschule George Enescu in Bukarest und die Nationale Musikuniversität Bukarest.
Als 19-Jähriger schrieb er 2006 gemeinsam mit Eduard Carcota für den Sänger Mihai Trăistariu den Titel Tornero, der bei der rumänischen Vorausscheidung für den Eurovision Song Contest die nationale Konkurrenz ausstach und schließlich den vierten Platz erreichte.
Für die rumänische Boygroup Akcent produzierte er 2009 das Album Fără lacrimi sowie die Singles Stay with Me, Lover’s Cry und That’s My Name, die in mehreren südosteuropäischen Ländern Spitzenplatzierungen in den Charts erreichten. 2009 veröffentlichte er mit Stereo Love die erste Single unter seinem eigenen Namen, die in Deutschland den Platinstatus erhielt. Für die Aufnahme verpflichtete er Vika Jigulina als Sängerin. Die Melodie des Liedes Stereo Love stammt ursprünglich aus dem Lied Bayatılar des aserbaidschanischen Komponisten Eldar Mansurov.
Im Sommer 2009 gründete er sein eigenes Musiklabel Mayavin Records, das zurzeit aber nur die Namensgeber Edward Maya und Vika Jigulina unter Vertrag hält. Ende 2010 wurde seine dritte Single Desert Rain zusammen mit Vika Jigulina im Internet veröffentlicht. Sein erstes Album The Stereo Love Show, das unter anderem seine ersten drei Singles enthält, wurde 2013 veröffentlicht.

## Diskografie
Alben
- 2013: The Stereo Love Show
- 2014: Angels

Singles
- 2009: Stereo Love (mit Vika Jigulina)
- 2010: This Is My Life (feat. Vika Jigulina)
- 2010: Stereo Love (mit Mia Martina)
- 2011: Desert Rain (feat. Vika Jigulina)
- 2012: Back Home (feat. Violet Light)
- 2012: Nostalgy (feat. Violet Light)
- 2012: Love Story (feat. Violet Light)
- 2012: Friends Forever
- 2012: Mono in Love (feat. Vika Jigulina)
- 2013: Feeling (feat. Yohana)
- 2014: Universal Love (feat. Andrea & Costi)
- 2018: Harem (feat. Emilia & Costi)
- 2019: Sunny Days (feat. United People)
- 2019: Holding on (feat. Sleeping Muse & Violet Light)

## Auszeichnungen für Musikverkäufe
| Goldene Schallplatte - Belgien - 2010: für die Single Stereo Love - Finnland - 2010: für die Single Stereo Love Platin-Schallplatte - Dänemark - 2010: für die Single Stereo Love - Griechenland - 2025: für die Single Stereo Love - Schweden - 2012: für die Single This Is My Life | 2× Platin-Schallplatte - Italien - 2010: für die Single Stereo Love - Kanada - 2012: für die Single Stereo Love - Spanien - 2010: für die Single Stereo Love 7× Platin-Schallplatte - Schweden - 2012: für die Single Stereo Love 8× Platin-Schallplatte - Norwegen - 2011: für die Single Stereo Love |

Anmerkung: Auszeichnungen in Ländern aus den Charttabellen bzw. Chartboxen sind in ebendiesen zu finden.
| Land/RegionAuszeichnungen für Musikverkäufe (Land/Region, Auszeichnungen, Verkäufe, Quellen) | Gold     | Platin       | Verkäufe  | Quellen              |
| -------------------------------------------------------------------------------------------- | -------- | ------------ | --------- | -------------------- |
| Belgien (BRMA)                                                                               | Gold1    | —            | 15.000    | ultratop.be          |
| Dänemark (IFPI)                                                                              | —        | Platin1      | 30.000    | hitlisten.nu         |
| Deutschland (BVMI)                                                                           | —        | 2× Platin2   | 600.000   | musikindustrie.de    |
| Finnland (IFPI)                                                                              | Gold1    | —            | 8.809     | ifpi.fi              |
| Griechenland (IFPI)                                                                          | —        | Platin1      | 20.000    | Einzelnachweise      |
| Italien (FIMI)                                                                               | —        | 2× Platin2   | 60.000    | fimi.it              |
| Kanada (MC)                                                                                  | —        | 2× Platin2   | 160.000   | musiccanada.com      |
| Norwegen (IFPI)                                                                              | —        | 8× Platin8   | 80.000    | ifpi.no              |
| Schweden (IFPI)                                                                              | —        | 8× Platin8   | 320.000   | sverigetopplistan.se |
| Schweiz (IFPI)                                                                               | —        | Platin1      | 30.000    | hitparade.ch         |
| Spanien (Promusicae)                                                                         | —        | 2× Platin2   | 80.000    | elportaldemusica.es  |
| Vereinigte Staaten (RIAA)                                                                    | —        | Platin1      | 1.000.000 | riaa.com             |
| Vereinigtes Königreich (BPI)                                                                 | —        | 2× Platin2   | 1.200.000 | bpi.co.uk            |
| Insgesamt                                                                                    | 2× Gold2 | 30× Platin30 |           |                      |